# Chrysotoxum sapporense
Chrysotoxum sapporense är en tvåvingeart som beskrevs av Matsumura 1916. Chrysotoxum sapporense ingår i släktet getingblomflugor, och familjen blomflugor. Inga underarter finns listade i Catalogue of Life.